# Восток (военно-морская база Украины)
Военно-морская база «Восток» (укр. Військово-морська база «Схід») — военно-морская база Военно-морских сил Украины, располагающаяся в Бердянске. Формирование начато в 2018 году, по состоянию на 2020 год идёт развёртывание дивизиона боевых катеров. Корабли базы призваны защищать корабли, которые идут в украинские порты на Азовском побережье. С 28 февраля 2022 года контролируется Вооруженными силами России.

## История
В 2016 году СНБО поручил Кабинету министров Украины принять Морскую доктрину Украины и усовершенствовать нормативно-правовую базу для защиты национальных интересов в акватории Азовского и Чёрного морей. После чего в целях защиты побережья Украины со стороны Азовского моря было принято решение о создании новой военно-морской базы (ВМБ) Военно-морских сил Украины в Бердянске, так как она имела на Азове только пограничный отряд морской охраны, состоящий из двух кораблей и некоторого количества боевых катеров.
Формирование базы началось после перевода по суше в Бердянск двух катеров проекта 58155 — «Лубны» и «Кременчуг». 11 сентября 2018 года заместитель министра инфраструктуры Украины Юрий Лавренюк заявил, что первый боевой катер типа «Гюрза-М» развёрнут в Азовском море. Затем к ним присоединились корабль управления «Донбасс» и буксир «Корец», прошедшие Керченским проливом. Ожидается, что министерство обороны Украины может перевести в эту базу первую пару из полученных американских патрульных катеров типа Island. По мнению сотрудников Стокгольмского института изучения проблем мира, в базу могут перевести и три минных тральщика, которые будут получены за 102 миллиона евро с хранения из состава ВМС Дании. Штаб будущей базы предположительно будет размещён на корабле «Донбасс». Кроме кораблей, Азовская ВМБ будет иметь в своём составе бригаду морской пехоты (501-й отдельный батальон морской пехоты, на вооружении БТР-70 и МТ-ЛБ) и артиллерийские береговые войска. Будет выстроен комплекс инфраструктурных объектов, которые будут обеспечивать функционирование ВМБ. В будущем на базе сможет разместиться формирование морской авиации с вертолётами и/или самолётами.

## Корабельный состав
| Проект                                               | Название    | Бортовой | В составе ВМБ | Состояние                       | Фото |
| ---------------------------------------------------- | ----------- | -------- | ------------- | ------------------------------- | ---- |
| 58155 «Гюрза-М»                                      | «Кременчуг» | P177     | 01.07.2018    | захвачен ВМФ России в 2022 году |      |
| 58155 «Гюрза-М»                                      | «Лубны»     | P178     | 01.07.2018    | затоплен в 2022 году            |      |
| Корабль управления (плавучая мастерская проекта 304) | «Донбасс»   | А500     | 20.09.2018    | затоплен в 2022 году            |      |
| Морской буксир проекта 745                           | «Корец»     | A830     | 20.09.2018    | В строю                         |      |